# 乳頭温泉郷
乳頭温泉郷（にゅうとうおんせんきょう）は、秋田県仙北市、十和田八幡平国立公園内乳頭山の山麓に点在する温泉の総称、温泉郷である。
標高600 - 800メートル付近に温泉郷が広がっている。

## 概要
「鶴の湯温泉」から最奥の「黒湯温泉」の六軒の一軒宿、および「休暇村乳頭温泉郷」の計7つの宿で構成されている。また、乳頭山登山道には一本松温泉というかつての温泉場跡地の野湯も存在する。
温泉郷内の各宿を湯巡りできる「湯めぐり帖」を発行しており、郷内の各宿で日帰り入浴を1回ずつ楽しめる。ただし、これは宿泊者のみが購入できる代物である。この湯巡り帳は有効期間が1年と長いのが大きな特徴であり、有効期間内であればいつでも使用できる。
南に行くと、田沢湖高原温泉郷と水沢温泉郷がある。
1967年（昭和42年）10月19日、国民保養温泉地に指定。

## 郷内の温泉

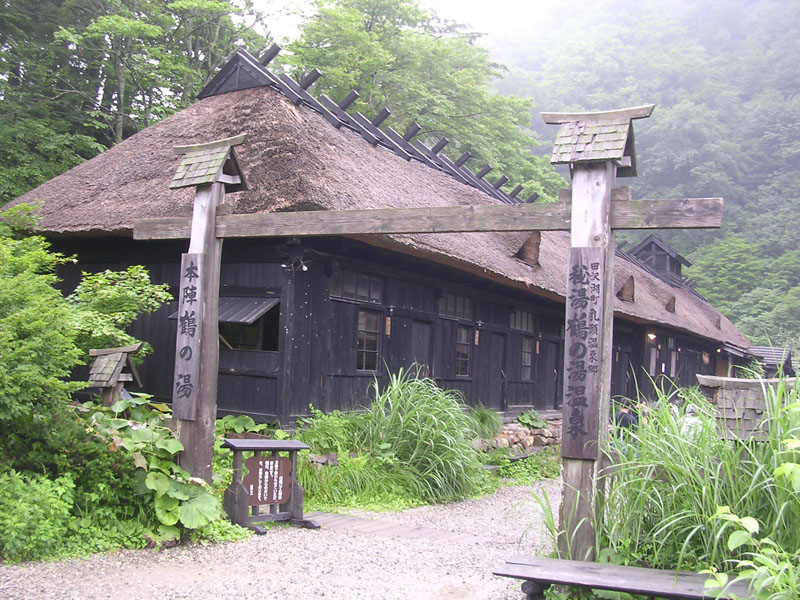
鶴の湯温泉

- 鶴の湯温泉 - 県道の「鶴の湯入口」バス停より数km分け入った場所にあり、他の宿とは距離がある。
- 大釜温泉 - 秋田県道194号線沿い。
- 妙乃湯温泉 - 秋田県道194号線沿い。
- 蟹場温泉（がにばおんせん） - 秋田県道194号線起点。
- 孫六温泉 - 県道の大釜温泉より1km強分け入った場所にある。
- 黒湯温泉 - 県道の休暇村前より1km強分け入った場所にある（冬季休業）。
- 一本松温泉 - 登山道の途中にある野湯。
- 休暇村乳頭温泉郷 - 秋田県道194号線沿い。

## 交通

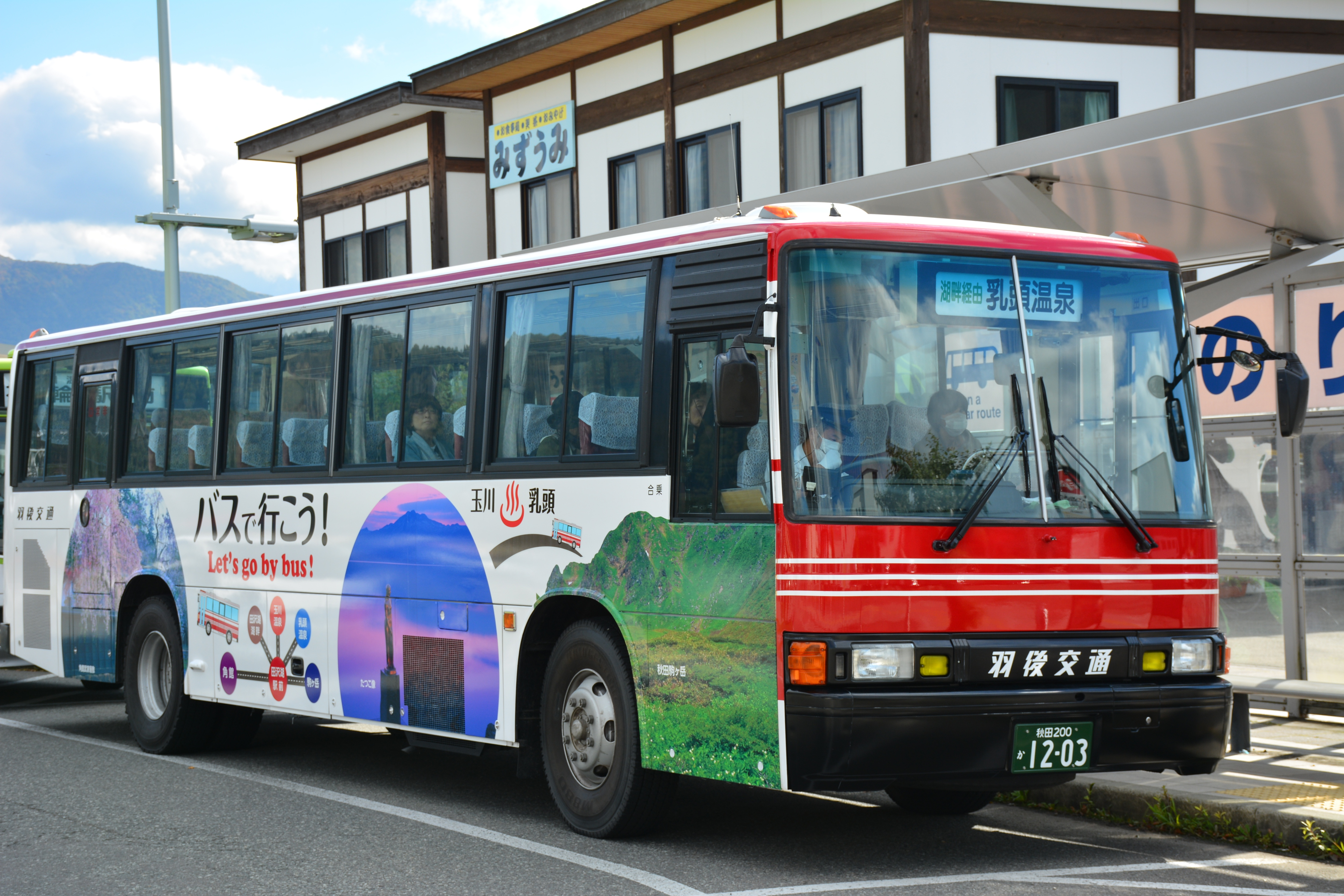
田沢湖駅に停車中の乳頭温泉行バス（2016年10月）

- 秋田新幹線（田沢湖線）・田沢湖駅から羽後交通路線バス、乳頭線・「乳頭温泉」行きバスで55分。蟹場温泉へは、終点「乳頭蟹場温泉」バス停よりすぐである。鶴の湯温泉へは「アルパこまくさ」バス停で送迎バスにのりかえ。なお、この路線は田沢湖畔を経由する。
- 車 : 国道341号より、秋田県道127号駒ケ岳線、秋田県道194号西山生保内線経由。
- 飛行機 : 秋田空港より、秋田エアポートライナー。

## 周辺
- 乳頭山（烏帽子岳）
- 水沢温泉郷
- 田沢湖高原温泉郷